# Модьород
Модьород (венг. Mogyoród) — город в Гёдёллёйском яраше медье Пешт, Венгрия.

## Расположение
Модьород расположен к северо-востоку от Будапешта, в долине меж Гёдёллёйских холмов. Высшей точкой является холм Шомьо (326 м). Город входит в Будапештскую агломерацию.
К западу от Модьорода находится город Фот, к востоку Гёдёллё, на севере находятся небольшие населённые пункты Чомад, Верешедьхаз и Сада, на юге — Чёмёр, Керепеш и Киштарча.

## История

### Происхождение названия
Слово «Mogyoród» происходит от венгерского слова, означающего «лесной орех», и может быть приблизительно переведено, как «богатый лесными орехами». И хотя сегодня сохранилось лишь несколько ореховых кустов, по местной легенде первый из них, давший название городу, всё ещё растёт во дворе дома священника.
Написание имени города находится во многих документах как «Mogyoród» там, где используется латиница. В турецких налоговых бумагах встречаются написания «Magoród» и «Mogyorós», а в иностранных церковных документах как «Monorond», «Mangerat», «Munerod», и «Mamorade».

### Битва при Модьороде

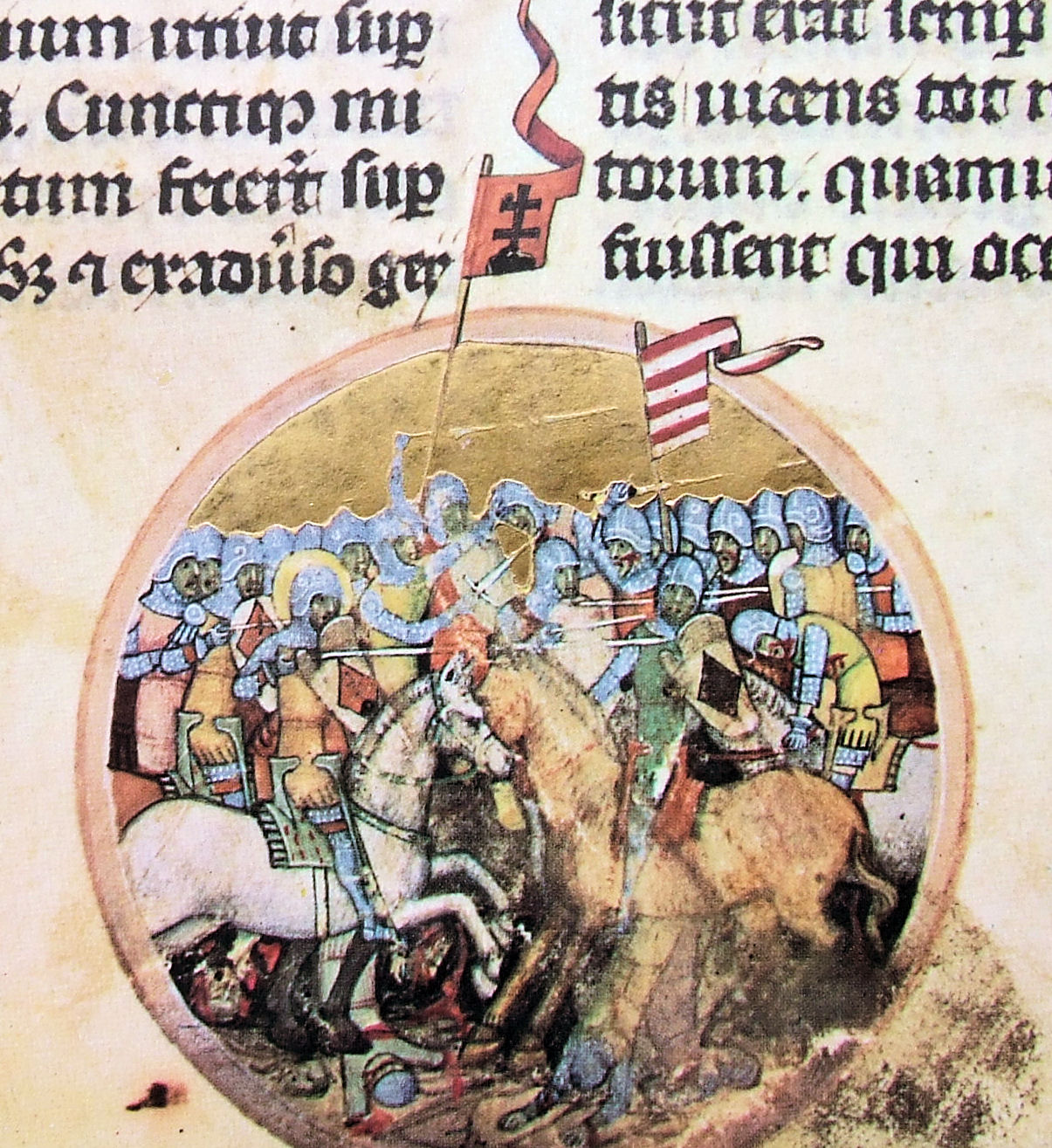
Описание битвы в Иллюстрированной хронике

В 1074 году у Модьорода произошла битва между тогдашним венгерским правителем королём Шаламоном и его двоюродным братом, принцем Гезой I.
Наиболее близким по времени документом, рассказывающим о битве, является грамота из Священной Римской Империи конца 1074 года, в которой не говорится о месте битвы, но указывается, что Шаламон проиграл битву. Следующим по времени источником является Кепеш Кроника (или Венгерская иллюстрированная хроника), в которой раскрываются детали битвы.
Единственным связанным с битвой поименованным поселением, была деревушка Цинкота (сейчас располагающаяся на территории XVI района Будапешта), «что рядом с холмом Монород («богатым орехами»), на котором произошла битва». Единственный путь точно установить место сражения — это найти массовое захоронение павших воинов, так как документы того времени в основном опираются на такие неточные указания, как расположение лесов и лугов тех времён.
Из «Кепеш Кроники» точно устанавливается дата битвы — 14 марта 1074 года, пятница.

### Западный поход монголов
В марте 1241 года войско Батыя наступало на Венгрию. Татаро-монголы совершили нападение на деревню и монастырь, после чего продолжили наступать до самого Дуная. 17 марта 1241 года пал Вац. Так как татаро-монголы не смогли переправиться через реку, они использовали Вац как базовый лагерь, откуда совершали вылазки в районы, лежащие на восток и на север от города.
Модьород был полностью разграблен, было убито 50—60% населения и сожжено множество строений.
В первой трети 15-го столетия существование Модьородского аббатства оказалось под угрозой исчезновения. Но благодаря аббату из ныне словацкого Гронского Бенадика (а тогда венгерского Гарамсентбенедека) и епископу Эгерскому, между 1338 и 1342 годами оно было восстановлено.

## Экономика
Основной доход городу приносит туризм.
Гран-при Венгрии Формулы-1 знаменит по всему миру. Множество людей посещают эту гонку, проходящую ежегодно на Хунгароринге. Всего на автодроме в течение года проводится около двух десятков различных соревнований. Помимо автогонок Хунгароринг принимает и другие события, такие как спортивные забеги, автошоу, вело- и мотогонки и т.п.
Также в Модьороде располагается известный модьородский аквапарк, привлекающий множество туристов.
В Модьороде находится множество домов выходного дня, или летних домиков для жителей Будапешта: то, что в России называется «дача».

## Достопримечательности

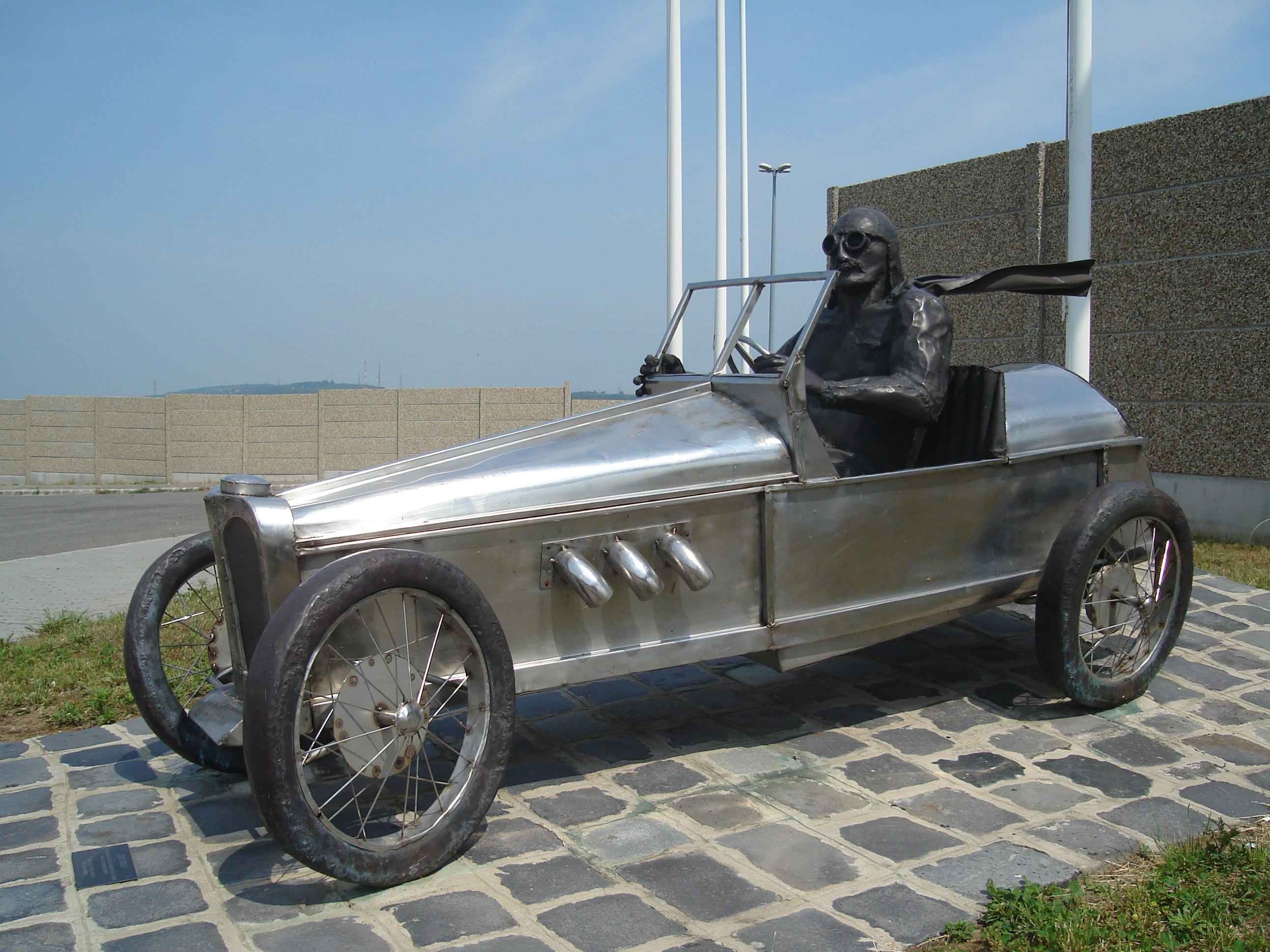
Статуя Ференца Сиса, венгерского автогонщика, победителя первого Гран-при Рено 26 июня 1906

- В Модьороде находится автодром Хунгароринг. Это трасса Формулы-1, на которой ежегодно проводится Гран-при Венгрии.
- Aquaréna — крупнейший венгерский аквапарк.
- Барочная католическая церковь, построенная в 1749 году на месте монастыря ордена бенедиктинцев.

## Население
| Год  | Численность | Численность |
| ---- | ----------- | ----------- |
| 2013 | 6375        | [ 3 ]       |
| 2014 | 6384        | [ 4 ]       |
| 2018 | 6893        | [ 5 ]       |
| 2021 | 7551        | [ 6 ]       |
| 2022 | 8084        | [ 7 ]       |
| 2023 | 7974        | [ 8 ]       |
| 2024 | 8164        | [ 2 ]       |